# Lorenzo Litta
Lorenzo Litta (Milão, 23 de fevereiro de 1756 - Monteflavio, 1º de maio de 1820) foi um cardeal italiano.

## Biografia
Nasceu em Milão em 23 de fevereiro de 1756. De família nobre. patrício milanês. Filho de Pompeo Giulio Litta (1727-1797), sexto marquês de Gambolò, e Maria Elisabetta Visconti (1730-1794), dos condes della Pieve di Brebbia, que era tia de Pompeo. Sobrinho-bisneto do cardeal Alfonso Michele Litta (1664).
Estudou no Collegio Clementino , Roma (letras e direito); e na Universidade La Sapienza, em Roma, onde obteve o doutorado in utroque iure , direito canônico e civil, em 28 de janeiro de 1780.
Entrou na prelatura romana em 13 de abril de 1780 como referendário. Protonotário apostólico de numero participantes em 1782. Relator da Sagrada Consulta em 14 de fevereiro de 1785. Encarregado pelo Papa Pio VI de uma missão perante Napoleão Bonaparte em 1791. Censor adjunto da Academia de Teologia. Comissário na fronteira com a Toscana. Vigário prelado do arcipreste da basílica patriarcal de Latrão.
Ordenado em 6 de junho de 1789.
Eleito arcebispo titular de Tebe, 23 de setembro de 1793. Assistente do Trono Pontifício, 23 de setembro de 1793. Consagrado, 6 de outubro de 1793, igreja de S. Carlo al Corso, Roma, pelo cardeal Luigi Valenti Gonzaga, prefeito de o Economata da SC de Propaganda Fide, coadjuvado por Carlo Crivelli, arcebispo titular de Patras, prefeito dos arquivos vaticanos, e por Giovanni Francesco Guidi di Bagno-Talenti, arcebispo titular de Mira, cônego da patriarcal basílica vaticana. Núncio na Polônia, 15 de novembro, 1793; ele chegou a Varsóvia em 24 de março de 1794; apresentou suas credenciais no dia 9 de abril seguinte; lá permaneceu até 13 de março de 1797. Nas negociações para a terceira partição da Polônia, defendeu os direitos da igreja; absteve-se de condenar os insurgentes e tentou conciliar os nacionalistas e os russófilos; mas todos os seus esforços não foram suficientes para evitar a divisão do país em janeiro de 1795; tentou proteger os católicos de rito latino e os uniatas nos três territórios sob cuja jurisdição passaram; a nunciatura ficou vaga por cento e vinte e três anos depois que ele partiu. Em 11 de fevereiro de 1797, foi nomeado embaixador extraordinário na Rússia para representar a Santa Sé na coroação do czar Paulo I em Moscou, de 8 a 16 de abril daquele ano; mais tarde, ele foi para St. Petersburgo para tentar persuadir o czar a conceder liberdade religiosa a seus súditos poloneses, permitir a organização canônica da Igreja Católica nos territórios russos e revogar as medidas anticatólicas e antiuniatas da imperatriz Catarina II; sua missão foi parcialmente bem-sucedida: não conseguiu restabelecer a livre comunicação entre o episcopado local e Roma; conseguiu restaurar nove dioceses de ambos os ritos; recuperar parte dos bens eclesiásticos confiscados; e restabelecer os conventos dos basilianos. Ele foi expulso da Rússia em maio de 1799 após o fracasso das negociações relativas à Ordem de Malta; Roma não aceitava que o czar tivesse se autoproclamado grão-mestre da ordem após a ocupação da ilha pelas tropas francesas. Ele foi para Veneza, onde ficava a corte papal, e assistido no conclave de 1799-1800. Foi nomeado tesoureiro geral e coletor da Câmara Apostólica pelo novo Papa Pio VII em 23 de novembro de 1800; ocupou o cargo até sua promoção ao cardinalato.
Criado cardeal e reservado in pectore no consistório de 23 de fevereiro de 1801; publicado no consistório de 28 de setembro de 1801; recebeu chapéu vermelho, 1º de outubro de 1801; e o título de S. Pudenziana, 23 de dezembro de 1801. Prefeito da SC do Índice, 27 de agosto de 1803 até 30 de junho de 1816. Prefeito de estudos do Collegio e Seminario Romanode 1805 a 1814. Camerlengo do Sacro Colégio dos Cardeais, 1806-1807. Em 1807, sabendo de seus sentimentos antifranceses, o imperador Napoleão I Bonaparte recusou-se a aceitá-lo como plenipotenciário para examinar as divergências entre a Santa Sé e a França. Exilado em Milão em março de 1808 e depois deportado para a França como a maioria dos outros cardeais em 1809, recusou-se a comparecer ao casamento civil e religioso do imperador com Marie-Louise em abril de 1810; ele estava então entre os "cardeais negros" (não era permitido usar as vestes vermelhas de sua posição). Ele foi rebaixado para Saint-Quentin e depois, em fevereiro de 1813, para Fontainebleau; e para Nîmes em janeiro de 1814; ele voltou a Roma após a queda de Napoleão no mês de abril seguinte. Nomeado prefeito do SC de Propaganda Fide e prefeito de imprensa do SC de Propaganda Fide em 20 de maio de 1814; ocupou o cargo até 24 de setembro de 1818. Optou pela ordem dos cardeais bispos e pela sé suburbicária de Sabina, em 26 de setembro de 1814. Refugiou-se em Gênova com o Papa Pio VII na época da invasão de Joaquim Murat, rei de Nápoles , em 1815. Prefeito da SC da Correção dos Livros da Igreja Oriental de 30 de junho de 1816 até sua morte. Foi também protetor da Pontifícia Academia dos Nobres Eclesiásticos de 1817 a 1820. Vigário geral de Sua Santidade para a cidade de Roma, 28 de setembro de 1818. Prefeito da SC da Residência dos Bispos de 28 de setembro de 1818 até sua morte. Refugiou-se em Gênova com o Papa Pio VII na época da invasão de Joachim Murat, rei de Nápoles, em 1815. Prefeito da SC da Correção dos Livros da Igreja Oriental de 30 de junho de 1816 até sua morte. Foi também protetor da Pontifícia Academia dos Nobres Eclesiásticos de 1817 a 1820. Vigário geral de Sua Santidade para a cidade de Roma, 28 de setembro de 1818. Prefeito da SC da Residência dos Bispos de 28 de setembro de 1818 até sua morte. Refugiou-se em Gênova com o Papa Pio VII na época da invasão de Joachim Murat, rei de Nápoles, em 1815. Prefeito da SC da Correção dos Livros da Igreja Oriental de 30 de junho de 1816 até sua morte. Foi também protetor da Pontifícia Academia dos Nobres Eclesiásticos de 1817 a 1820. Vigário geral de Sua Santidade para a cidade de Roma, 28 de setembro de 1818. Prefeito da SC da Residência dos Bispos de 28 de setembro de 1818 até sua morte.
Morreu em Monteflavio em 1º de maio de 1820, de problemas gástricos, repentinamente. Exposto na basílica de Ss. XII Apostoli, Roma, onde se realizou o funeral; e enterrado na igreja de Ss. Giovanni e Paolo, Roma, segundo seu testamento